# Período Gojoseon
Gojoseon foi um antigo reino coreano, considerado o primeiro reino do povo coreano. De acordo com fontes medievais da própria Coreia, o reino havia sido criado em 2333 a.c. pelo legendário Dangun. O centro ficava na bacia dos rios Liao e Taedong, com uma extensão territorial que cobria o sul da manchúria e a atual Coreia do Norte.
Entretanto, achados arqueológicos só existem a partir de 1500 a.c. Nessa época, como acredita-se atualmente, os povos da Coreia viviam de forma semi-sedentária. A idade do bronze surge no século VIII a.c. Os historiadores modernos crêem que o Reino Gojoseon só tenha se configurado com um estado centralizado entre os séculos VII e IV a.C.

## Geografia
O estado Choson ficava próximo aos vales dos rios Liao e Taedong, no extremo sul do que hoje é a Coreia do Norte. Tempos depois começou a ampliar seus domínios pela península. Inicialmente, a capital provavelmente ficava na região de Liaoning. Mais tarde, moveram-na para Wanggom-song, hoje Pyongyang.

## História
O poder da cultura Choson começou a crescer durante o século IV a.C. Nesse período a população local começou a crescer, e a cultura começava a se expandir. Houve uma expansão nas zonas agrícolas, e o uso de armas melhores, feitas de ferro, novos e bons líderes, e tudo mais fizeram com que a civilização começasse a crescer. Histórias contadas por antigas dinastias chinesas sugeriam que eles fossem grandes guerreiros.
A partir do final do século IV a.C. o império começara o declínio, com o surgimento do "reino de Yen". E, após a expansão desse reino através do Rio Liao, tudo começou a ficar pior ainda. A economia chinesa abalou muito as bases da cultura choson. Um refugiado, conhecido por Wiman, conseguiu reerguer a cultura, iniciando a era "Choson de Wiman"(Wiman Choson).
Esse novo reino combinou ideias chinesas e coreanas, e criou um poderoso reino, com poderio econômico e militar muito superior aos demais, criando um império na região (estendendo os domínios para norte, sul, e leste, submetendo diversos reinos a seu domínio), assim dominando todas as rotas comerciais da península.
Mas havia muitos reinos chineses ainda naquela região, e eles não aceitavam o domínio "coreano" sobre as rotas de comércio. Além disso, havia outra preocupação dos chineses. Era possível e provável que os "Choson" tivessem uma aliança com uma cultura bárbara, proveniente da Mongólia. O império Wu atacou o império choson. Eram adversários difíceis mais a aristocracia contribuiu para o declínio da cultura. A capital Choson caiu em 108 a.c., derrubando o grande reino que havia-se criado.

## Cultura e religião
Os primeiros líderes eram tanto chefes políticos como religiosos. Mas depois passou-se a dividir as duas funções.
A religião primitiva da Coreia era baseada no animalismo e no xamanismo. Os "sacerdotes" eram "mágicos" capazes de evocar deuses. Oravam aos deuses com devoção e sinceridade, pedindo-lhes favores.
Acreditavam na imortalidade da alma e faziam rituais muito elaborados quando os nobres morriam. Também praticavam adivinhação. Os dois mais importantes festivais do ano tinham relação direta com as estações do ano. No do inverno festejavam a abundância, e na da morte celebravam a ação de graças.

## Exército
Pouco se sabe sobre os exércitos de Gojoseon, exceto que eram tropas a pé e que suas armas eram bastante avançadas. Evidências sobre cavalarias e carruagens não são comuns, sugerindo que apenas os soldados de maior destaque e riqueza poderiam utilizá-las. Lanças de bronze e arcos nos primórdios da cultura sugerem que as tropas eram de arqueiros e guerreiros de lança. Mas também há peças como adagas, adagas de ferro e até lanças de ferro. Provavelmente, as lanças eram utilizadas a longa distância e a adaga a pequenas distância.

## Governo
As aldeias eram governadas por uma elite, que mantinha a ordem, cobrava tributos, distribuía terras e recursos . Havia então uma confederação dos chefes militares e econômicos.
Um rei, Wang, é considerado o mais importante de todos, conseguindo libertá-los do domínio chinês.